# Vorarlberger Kinderdorf
Das Vorarlberger Kinderdorf ist die größte Kinder- und Jugendhilfeeinrichtung im österreichischen Bundesland Vorarlberg. Die Organisation unterhält präventive, ambulante, teilstationäre und stationäre Angebote für rund 3000 Kinder und Jugendliche sowie deren Familien.
Das Vorarlberger Kinderdorf gliedert sich in einen gemeinnützigen, überparteilichen und konfessionell unabhängigen Verein, der Eigentümer der gemeinnützigen Gesellschaft mit beschränkter Haftung ist. Der Verein führt das Kinderdorf Kronhalde, die anderen 7 Fachbereiche bilden die gemeinnützige GmbH. Der wichtigste Kunde des Vorarlberger Kinderdorfs ist das Land Vorarlberg bzw. die Vorarlberger Landesregierung sowie konkret die damit betrauten Kinder- und Jugendhilfeabteilungen der Bezirkshauptmannschaften. Spenden gehen direkt an den Verein, der diese widmungsgemäß verwendet.
Seit dem 12. Mai 2005 ist das Vorarlberger Kinderdorf mit dem Österreichischen Spendengütesiegel ausgezeichnet. Hauptsitz und Verwaltungszentrum des Vorarlberger Kinderdorfs befinden sich auf dem Gelände des Kinderdorfs Kronhalde in Bregenz. Der Verein betreibt das Kinderdorf Kronhalde in Bregenz sowie die Ehemaligenbetreuung. Alle anderen Fachbereiche des Vorarlberger Kinderdorfs zählen zur gemeinnützigen GmbH.

## Geschichte

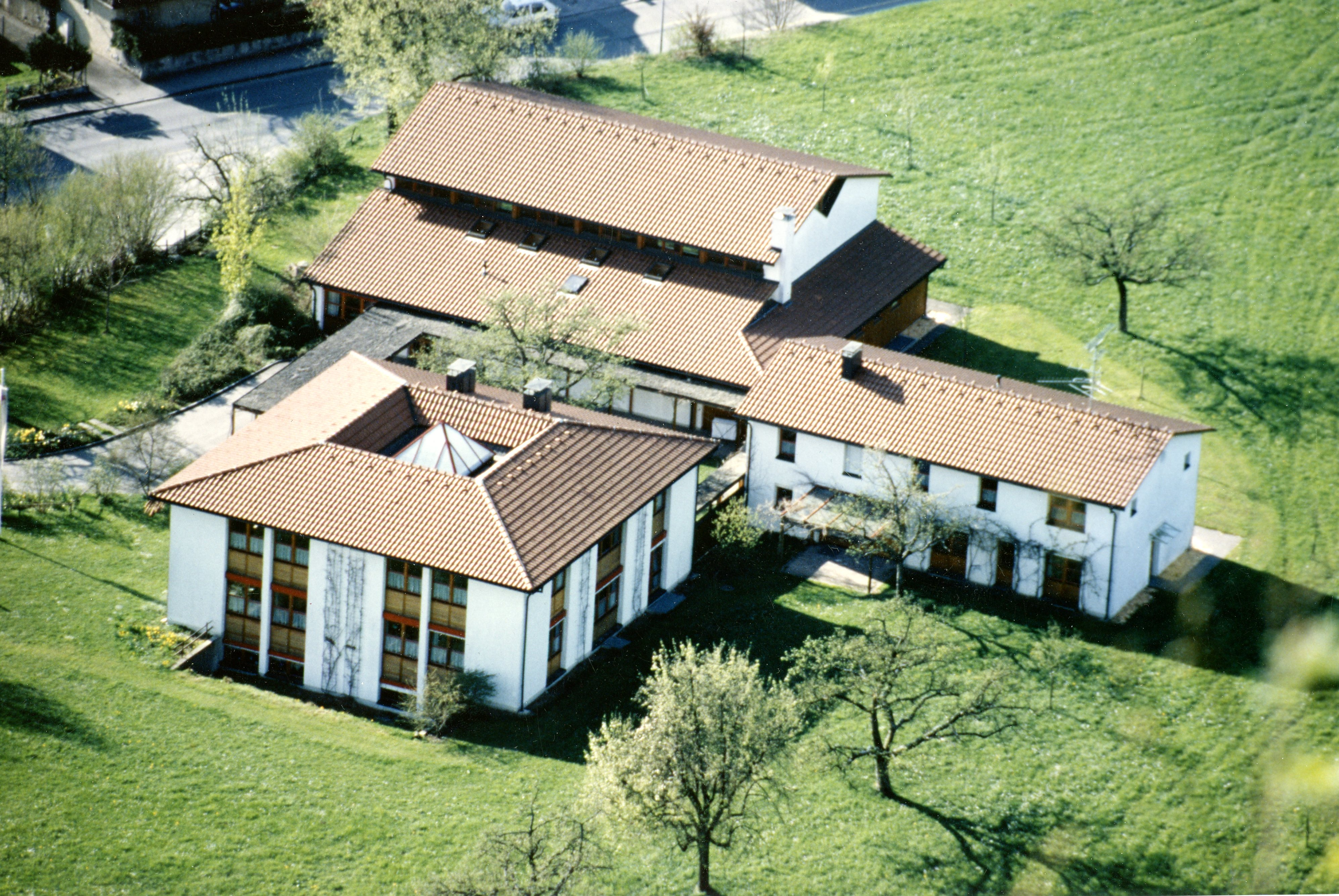
Kinderdorf Kronhalde in Bregenz

Der Kaplan Hugo Kleinbrod startete 1946 die Ferienaktion für unterernährte Kinder im Vorsäß Schönenbach in Bezau im Bregenzerwald mit dem Ziel, ihnen nach den Kriegsjahren neue Kraft und Lebensmut zu schenken. Die erste eigene Hütte, das sogenannte Schlafhaus wurde 1950 dank einer Karten- und Bausteinaktion finanziert und gebaut. Die Ferienaktion versorgte allein im Sommer 1950 etwa 1200 Knaben.
1951 wurde der Verein „Kinderdorf Vorarlberg“ ins Leben gerufen. Die „Alte Mühle“ in Au-Rehmen wurde gekauft, um Kindern ganzjährig eine Heimat zu bieten. 1952 wurde die Ferienaktion erstmals auch für Mädchen in Dafins durchgeführt. Zeitgleich wurde die „Alte Mühle“ zum Ferienheim umgebaut. 1955 wurde das Ganzjahresheim Don Bosco in Au-Rehmen eingeweiht. In den 1960er-Jahren wurden sechs Familienhäuser in Au-Rehmen und in Lustenau zwei Familienhäuser gebaut. Von 1965 bis 1967 wurden ein Schulhaus und ein Kindergarten am Standort in Au-Rehmen errichtet. Am 30. Juni 1968 wurde das Kinderdorf Au-Rehmen offiziell eröffnet. In diesem fanden damals 10 Familien und 85 Kindern ein Zuhause. 1975 fand die Grundsteinlegung für das neue Kinderdorf Kronhalde in Bregenz mit acht Familienhäusern in Bregenz statt, die Einweihung erfolgte 1977. Auch das Haus am Standort Lustenau für Mädchen wurde 1977 eröffnet.
1985 wurden die Liegenschaften und Gebäude in Au-Rehmen und Lustenau verkauft um im Kinderdorf in Bregenz ein Gemeinschaftshaus, einen Mehrzwecksaal und ein neues Doppelwohnhaus zu bauen. Somit wurden alle Kinderdorf Standorte in Bregenz zusammengelegt.
1991 erfolgte die Umbenennung von „Kinderdorf Vorarlberg“ zum „Vorarlberger Kinderdorf“.
Im Jahr 1995 lebten ca. 50 Kinder in neun Familien im Kinderdorf in Bregenz, zusätzlich waren ca. 15 Jugendliche in betreuten Wohneinrichtungen untergebracht. Etwas 150 Familien mit 300 Kindern wurden ambulant betreut. Der Mitarbeiterzahl des Vorarlberger Kinderdorfs betrug 1995 ca. 80 Personen.
Im Jahr 1999 wurde das Sozialpädagogische Internat Jagdberg übernommen. 2000 wurde das Vorarlberger Kinderdorf in einen Verein und in eine GmbH geteilt. 2003 erfolgte die Neueröffnung der Landessondererziehungsschule Jagdberg unter der Trägerschaft vom Werk der Frohbotschaft Batschuns. Das Vorarlberger Kinderdorf bleibt für die Organisation der Sozialpädagogischen Schule verantwortlich.
2007 wurde eine große Fachtagung zum Thema Gewaltprävention aus Anlass des 20-jährigen Bestehens des Ambulanten Familiendienstes in Kooperation mit der IfS-Familienarbeit durchgeführt. Als Reaktion auf eine Kindesmisshandlung wurde eine Kinderschutzgruppe bestehend aus einem Vertreter aus jedem Fachbereich des Vorarlberger Kinderdorfs installiert. Internat und Schule am Jagdberg rufen 2008 die sogenannte „Lebensweltorientierte Betreuung (LOB)“ und die Expositur in Feldkirch ins Leben.
Mit 2009 wurde eine Kooperation mit dem Kolleg für Sozialpädagogik in Stams eine berufsbegleitende Ausbildung zur/m Sozialpädagogin/en begonnen. Das Sozialpädagogische Internat und die Sozialpädagogische Schule eröffneten 2010 eine zweite Expositur in Wolfurt. 2011 erfolgte die Eröffnung einer Außenwohngruppe des Sozialpädagogischen Internats in Feldkirch-Altenstatt für bis zu zehn Kinder mit Möglichkeit individueller Betreuung.
2013 erfolgte die Umbenennung von Sozialpädagogisches Internat und Sozialpädagogischer Schule in Paedakoop als Wortfusion aus Paedagogik und Kooperation als Ausdruck der intensiven Zusammenarbeit zwischen Schule und Sozialpädagogik, Elternberatung und Therapie an den Standorten Schlins, Feldkirch und Wolfurt.
Eine Familie und eine Wohngruppe des SOS-Kinderdorfs mit insgesamt zehn Kindern zogen 2014 nach der Auflösung des SOS-Kinderdorfs in Vorarlberg ins Kinderdorf Kronhalde in Bregenz ein. 2015 wurde eine Paedakoop-Wohngruppe in Feldkirch eröffnet. Der Pflegekinderdienst sucht 2015 erstmals Patenfamilien für minderjährige Flüchtlinge, die unbegleitet nach Vorarlberg kommen.

## Konzept und Leitbild
Das im Jahr 1998 erstellte und 2013 erneut überarbeitete Leitbild des Vorarlberger Kinderdorfs beschreibt die Zielsetzung und den Aufbau der Tätigkeiten der Organisation.

„Das Vorarlberger Kinderdorf ist eine Kinderschutzeinrichtung und setzt sich für das Wohl von Kindern und Jugendlichen sowie deren Familien – besonders in belastenden Lebenssituationen – ein. Handlungsleitend ist für uns die UN-Kinderrechtskonvention: Wir sehen die Förderung, den Schutz und die Beteiligung von Kindern und Jugendlichen als unsere gemeinsame Verantwortung und unser gemeinsames Ziel. In diesem Sinn engagieren wir uns für ein kinderfreundliches Klima in unserer Gesellschaft.“

## Fachbereiche
Das Vorarlberger Kinderdorf setzt sich aus 7 Fachbereichen zusammen. Alle Fachbereiche stehen für achtsame Beziehungsangebote und vielfältige fachliche Hilfestellungen für Kinder, Jugendliche und deren Familien. Die Arbeit ist von der Grundhaltung geprägt, dass in jeder Krise die Chance für eine positive Veränderung und neue Perspektiven liegen.
- Kinderdorf Kronhalde
- Auffanggruppe
- Familiendienst
- Pflegekinderdienst
- Paedakoop
- Familienimpulse
- Netzwerk Familie

### Kinderdorf Kronhalde
Ursprung und über Jahrzehnte hinweg auch Zentrum der Organisation ist das Kinderdorf Kronhalde in Bregenz. Im Kinderdorf Kronhalde werden Minderjährige, deren Eltern mittel- bis langfristig nicht in der Lage sind, ausreichende Pflege und Erziehung ihrer Kinder zu gewährleisten, im Auftrag der Kinder- und Jugendhilfe des Landes Vorarlberg betreut.
Kinder und Jugendliche finden in den heilpädagogisch geführten Kinderdorffamilien und Kinderwohngruppen des Kinderdorfs Kronhalde ein neues Zuhause.

### Auffanggruppe
Die Auffanggruppe bietet für Kinder im Alter von 4 bis 14 Jahren in akuten Krisensituationen Schutz und Sicherheit. Familiäre Krisenpflegeplätze stehen insbesondere für die Betreuung von Kleinkindern und Säuglingen zur Verfügung. Das Angebot ermöglicht den Familien die Chance auf eine zeitlich begrenzte „Auszeit“, um gemeinsam einen Ausweg aus Krisensituationen zu finden. Es besteht in diesem Rahmen eine enge Zusammenarbeit mit der öffentlichen Kinder- und Jugendhilfe sowie ambulanten Einrichtungen.

### Familiendienst
Der Familiendienst greift mit seinen fünf multiprofessionellen Regionalteams in den Bezirken Bregenz und Dornbirn benachteiligten Familien bei Problem- und Krisensituationen unter die Arme. In Aktion tritt der Familiendienst etwa bei bedingter Überlastung der Elternteile durch Verhaltensauffälligkeiten von Kindern und Jugendlichen sowie bei Erziehungsproblemen, Armut, Trennung, körperlicher und psychischer Krankheit im Familienkreis. Zentral gefördert wird das Wohl der Kinder und Jugendlichen, wobei die Familien als Ganzes betreut und unterstützt werden. Ziel ist es, dass die Kinder während der Betreuung durch den Familiendienst in ihrem familiären Umfeld bleiben.

### Pflegekinderdienst
Im Auftrag des Ökumenischen Kinder- und Jugendhauses des Landes Vorarlberg sucht und begleitet der Pflegekinderdienst laufend Pflegeeltern, die bereit sind, Babys und Kindern die nicht bei ihren Eltern bleiben können, ein neues Zuhause zu geben. Die Kinder sind zum Zeitpunkt ihrer Vermittlung zwischen 0 und 12 Jahre alt.

### Paedakoop (früher Sozialpädagogisches Internat und Schule)

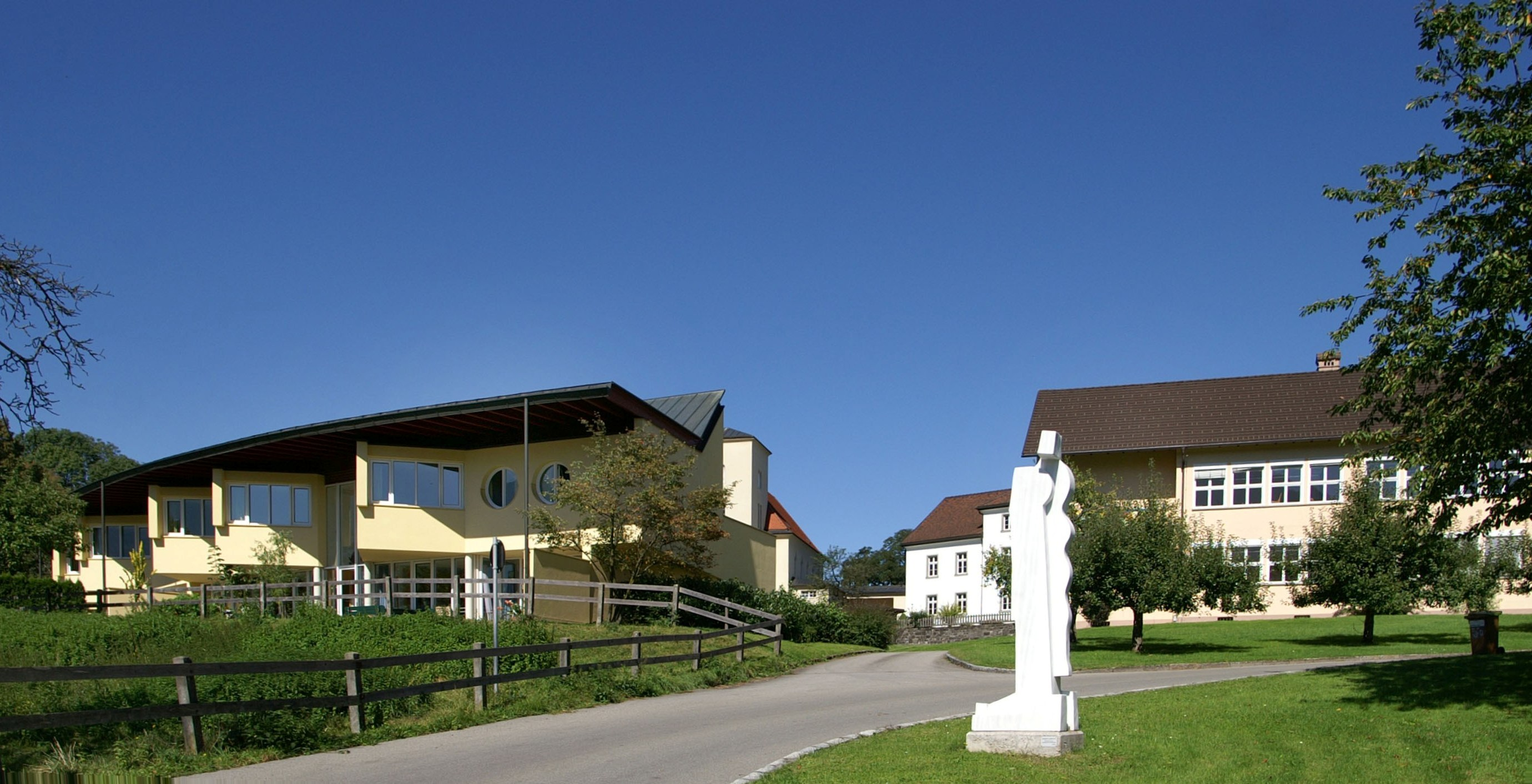
Ein Teil des Geländes der Paedakoop am Jagdberg

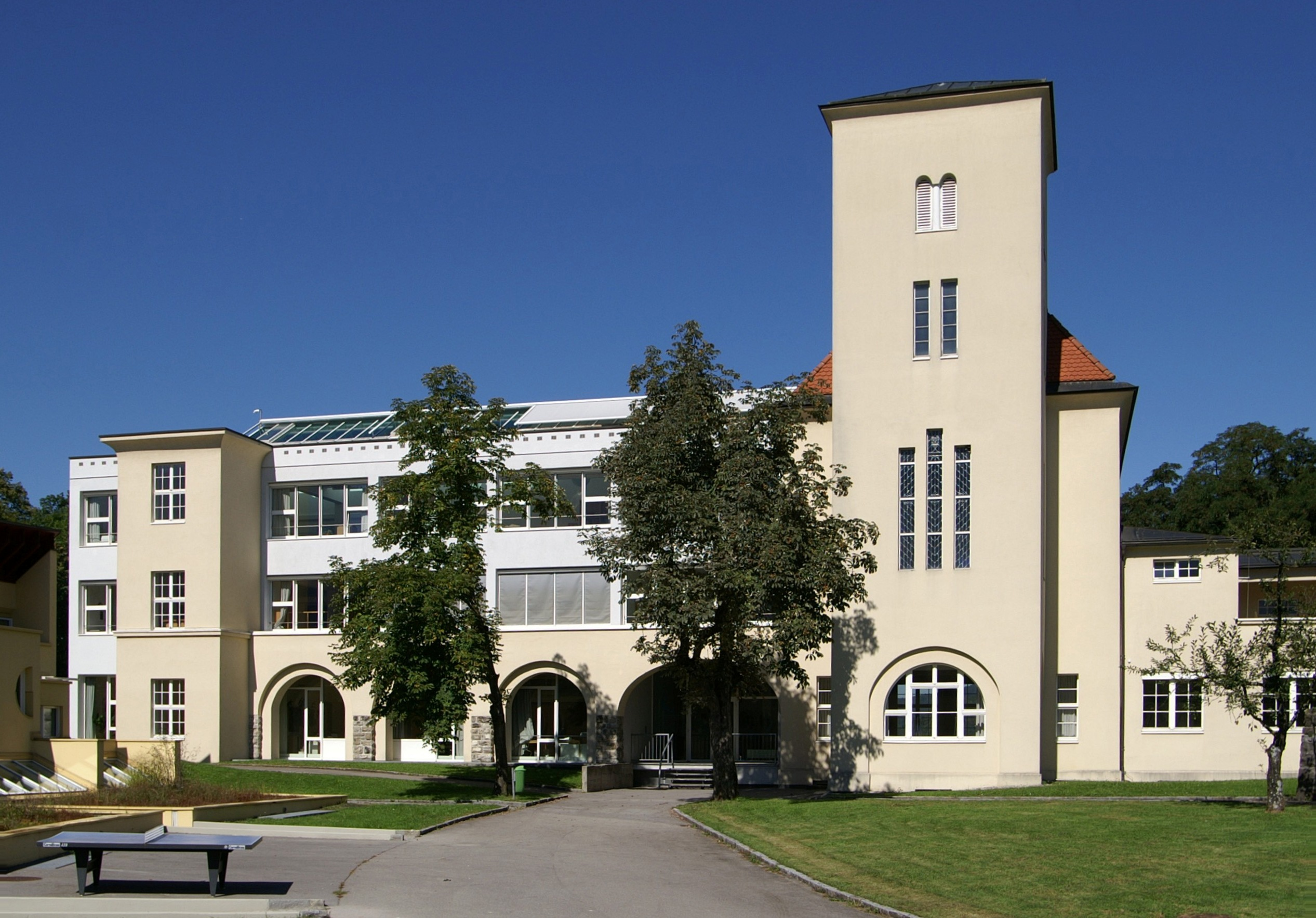
Ansicht der Schule am Jagdberg

Das ehemalige „Landesjugendheim Jagdberg“ in Schlins ist heute eine Einrichtung zur Aufnahme und Betreuung von Kindern und Jugendlichen, die schwerwiegende Probleme im schulischen, familiären und sozialen Umfeld haben. Ebenso finden hier Eltern oder Erziehungsberechtigte Hilfe bei erheblichen Erziehungsproblemen.
Die Paedakoop umfasst Wohngruppen, die Lebensweltorientierte Betreuung (LOB) und die Privatschule der Paedakoop (Pädagogische Kooperation) am Standort Schlins mit zwei Exposituren in Feldkirch und Wolfurt. Träger der Sozialpädagogischen Schule ist das Werk der Frohbotschaft Batschuns.
Ziel ist die Reintegration in die Familie und in die Schule vor Ort. Die Fähigkeiten der Kinder und Jugendlichen und ihrer Familien werden gefördert, um deren Eigenständigkeit wiederherzustellen. Dies wird auch durch unterschiedliche Werkstätten im kreativen und handwerklichen Bereich umgesetzt.

### Familienimpulse
Der Bereich „Familienimpulse“ wendet sich präventiv an die Allgemeinbevölkerung und bietet Familien, die keine professionelle Hilfe brauchen, aber dennoch Rückenstärkung im Alltag wünschen, durch Vortragsreihen und niederschwellige Beratungsangebote unterstützende Impulse an.

### Netzwerk Familie
Netzwerk Familie stärkt frühzeitig und unbürokratisch werdende Eltern und Familien mit Kleinkindern in belastenden Lebenssituationen.
Der Name ist Programm: Um junge Familien zu stärken, verknüpft Netzwerk Familie den Gesundheits- mit dem Sozialbereich. Rund um den Zeitpunkt der Geburt kommen nahezu alle Familien mit dem medizinischen System in Berührung. Durch Sensibilisierung und Vernetzung stellt Netzwerk Familie eine Brücke zum Sozialsystem her.

## Publikationen
- Gerhard Wanner, Johannes Spies: Kindheit, Jugend und Familie in Vorarlberg 1861 bis 1938. Rheticus-Gesellschaft, Feldkirch 2012, ISBN 978-3-902601-33-9.
- Kindheit(en) in Vorarlberg. Bucher GmbH & Co. Druck Verlag Netzwerk, Hohenems 2017, ISBN 978-3-99018-187-4.

## Geschäftsführer
- bis 2021: Christoph Hackspiel
- seit 2021: Alexandra Wucher und Simon Burtscher-Mathis

## Auszeichnungen
- 2008 erhielt das Kinderdorf Kronhalde den Kinderrechtepreis des Landes Vorarlberg in der Kategorie „Verein/Institution“[4]
- 2009 Ehrenamtspreis des Landes Vorarlberg für das Präventivangebot „FAMILIENemPOWERment“.[5]
- 2011 wurde das Vorarlberger Kinderdorf für seine familienfreundliche Personalpolitik vom Familienreferat Vorarlberger Landesregierung ausgezeichnet.
- 2012 folgte darüber hinaus die Verleihung des Staatspreises „Familienfreundlichster Betrieb“.[6]